# 毕昇号综合试验舰
畢昇號綜合試驗艦（舷號891），原為909型綜合試驗艦，是中國人民解放軍海軍首艘專門設計建造的裝備試驗艦。該艦由中國船舶工業總公司第701研究所設計，上海中華造船廠建造，於1997年12月24日入役，現隸屬於北部戰區海軍。艦名取自活字印刷術的發明者畢昇。

## 艦名
毕昇舰下水時舷號為909。1997年入役時，舷號為試驗970。2002年10月正式命名為「畢昇艦」，舷號改為891。

## 裝備試驗
畢昇艦是中國人民解放軍海軍第一艘專用的武器裝備試驗平台，曾進行海軍首型艦空導彈、首型艦對艦導彈及多型艦炮的試驗工作，亦擔任艦載作戰指揮系統與綜合電子戰系統的驗證任務平台。
在該艦上完成試驗並定型的裝備包括：
- 鹰击-62
- 海紅旗-9
- 海紅旗-16
- 紅旗-26

服役至今，畢昇號已完成300多項重大試訓與演習任務，成功發射導彈百餘枚、炮彈萬餘發，創下海軍史上「試驗任務最多」「航程最遠」「航時最長」等多項紀錄。